# Perplexity AI

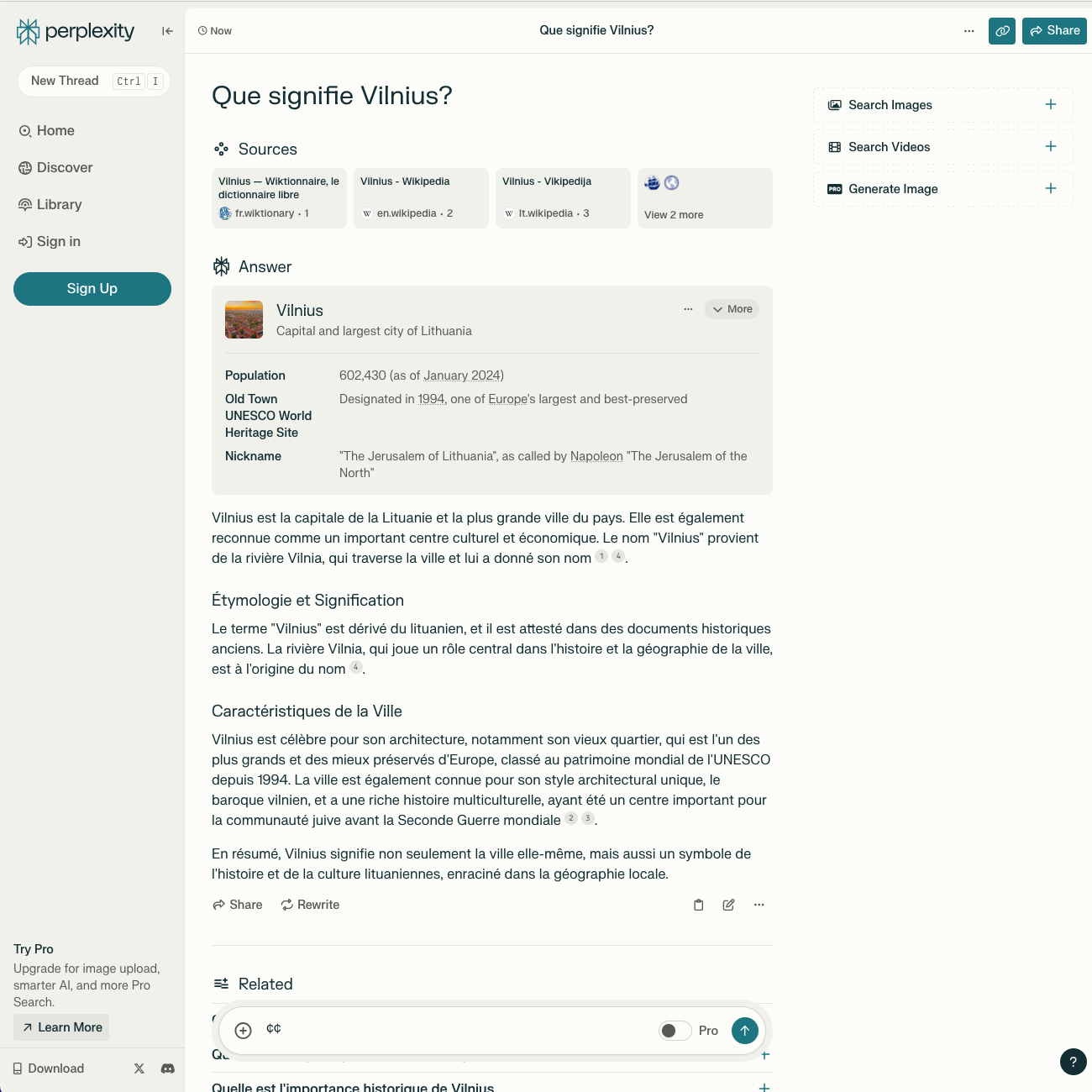
Perplexity.ai (2024).

Perplexity AI (« AI » pour artificial intelligence ou intelligence artificielle en français) — ou simplement Perplexity — est une entreprise américaine d'Intelligence artificielle et le nom de sa plateforme de recherche. Celle-ci combine un moteur de recherche et un agent conversationnel (copilote, relativement similaire à ChatGPT ou Gemini, avec une interface en anglais mais comprenant le français), permettant aux utilisateurs d'obtenir en quelques secondes des réponses sourcées et actualisées à des questions. Pour son créateur, Aravind Srinivas, Perplexity AI est un « moteur de réponse » plutôt qu'un moteur de recherche.
Les réponses sont vérifiables grâce à des sources et des citations présentées avec la réponse, et l'interface génère quelques questions associées. Selon ses créateurs, Perplexity est plus précis que les autres chatbots disponibles en 2022-2023, connus pour « halluciner » régulièrement, c'est-à-dire inventer des réponses à certaines questions.
Perplexity AI, officiellement créé en août 2022 par quatre anciens employés de Google AI (Andy Konwinski, Aravind Srinivas, Denis Yarats et Johnny Ho), fonctionne grâce à un système alimenté par plusieurs grands modèles de langage (LLM) dont celui d'OpenAI et le modèle open-source Llama de Meta (la société mère de Facebook), pouvant à la fois produire et résumer des informations. Début 2024, l'outil peut analyser et décrire une image, mais ne crée pas de sons ni d'images, et une extension pour Google Chrome est proposée. Une version basique gratuite et sans publicité et des versions enrichies payantes sont disponibles. L'agent conversationnel dit qu'il est prêt à apprendre, si on l'alimente en exemples et applications.
Perplexity possède un navigateur Internet basé sur Chromium et nommé « Comet », initialement accessible sur invitation. Il exploite[Comment ?] l'intelligence artificielle.

## Origine du nom
Le nom Perplexity vient du vocabulaire anglais de la théorie de l'information, où la notion de perplexité est une mesure de l'incertitude dans la valeur d'un échantillon provenant d'une distribution de probabilité discrète. Autrement dit : plus la perplexité est grande, moins il est probable qu'un observateur puisse deviner la valeur qui sera tirée de la distribution.
Ce nom reflète l'objectif de Perplexity AI de réduire l'incertitude et de fournir des réponses claires et précises aux questions des utilisateurs.

## Historique
Perplexity AI est une sociėté basée à San Francisco (Californie), fondée en août 2022 et dirigée par Aravind Srinivas, un informaticien né en Inde spécialisé dans l'apprentissage profond. Srinivas est doctorant à  l'université de Californie (Berkeley) avant de travailler chez OpenAI et DeepMind, où il a collaboré avec Ashish Vaswani, l'inventeur du « transformeur » qui a dopé l'IA. La société est cofondée par Denis Yarats, Johnny Ho et Andy Konwinski, experts dans les domaines des systèmes back-end, de l'IA et de l'apprentissage automatique.
La sociėté démarre ses activités avec le soutien financier d'investisseurs tels qu'Elad Gil et Nat Friedman, ainsi que de ses trois cofondateurs, Denis, Johnny et Andy.
En mars 2023, Perplexity AI avait déjà levé 25,6 millions de dollars, avec notamment des financements provenant de l'ancien PDG de GitHub, Nat Friedman et du scientifique en chef de Meta, Yann LeCun, ce qui lui avait permis de répondre à plus de 500 millions de requêtes en 2023, sans grand besoin de publicité ni marketing.
Son site (Web et pour smartphones) a reçu 45 millions de visites en décembre 2023 contre 2,2 millions de visites en décembre 2022, peu après l'ouverture du site.
Début 2024, Perplexity AI annonce avoir levé 73,6 millions de dollars auprès d'un groupe d'investisseurs, dont le fondateur de Nvidia et Jeff Bezos, fondateur d'Amazon, et aussi New Enterprise Associates, NVIDIA, Databricks et Bessemer Venture Partners. Cette levée de fonds est intervenue après que la société de capital risque IVP[Qui ?] a évalué la société à environ 520 millions de dollars, bien qu'elle ne soit pas encore rentable, faisant face à la concurrence de grandes entreprises comme Google. Perplexity fournit des réponses précises et cite les sources de ses informations, ce qui permet aux utilisateurs de vérifier la fiabilité des réponses.

## 2024: Transformation du modèle économique de Perplexity
En 2024, Perplexity a profondément transformé son modèle économique en introduisant la publicité sur sa plateforme et en intégrant désormais des formats publicitaires comme des vidéos ou des « questions sponsorisées » qui apparaissent sous les réponses générées par l’IA, en lien avec les requêtes des utilisateurs,.

### Partage des revenus avec les médias
Après avoir été critiqué pour des infractions de copyright et pour améliorer sa crédibilité et la fiabilité de ses informations, Perplexity a signé en juillet 2024 des contrats avec des médias tels que Time, Fortune et Der Spiegel, permettant en outre à ces derniers de toucher une part des revenus générés lorsque leurs contenus sont cités comme sources dans les réponses affichant de la publicité,.
En janvier 2025, Numerama a également conclu avec Perplexity un partenariat qui permet au site web d'actualité sur l'informatique et le numérique d’utiliser Perplexity Pro en entreprise, offrant ainsi des outils avancés pour la rédaction ainsi que d’autres services. De plus, les lecteurs bénéficieront prochainement d’un moteur de recherche interne basé sur Perplexity, facilitant l’exploration des articles du site. Ce partenariat s’inscrit également dans un modèle économique où Perplexity partage ses revenus publicitaires avec les éditeurs de contenu, reconnaissant ainsi la valeur du journalisme de qualité.
De la même manière, en mai de la même année, le quotidien français Le Monde a conclu un accord de partenariat avec Perplexity qui autorise la société à accéder aux contenus du Monde pour améliorer ses réponses générées par IA, tout en permettant au journal d’utiliser la technologie de Perplexity pour développer de nouveaux produits numériques. Ce partenariat s’inscrit dans une tendance plus large où les entreprises d’IA établissent des accords avec des médias pour utiliser légalement leurs contenus, face aux préoccupations croissantes concernant l’utilisation non autorisée de contenus protégés par le droit d’auteur.
Le pourcentage exact du partage n’est pas connu, mais il peut atteindre jusqu’à 25 % des revenus publicitaires liés à une réponse citant un éditeur, avec un système de plafonnement et une répartition proportionnelle au nombre de liens cités. Selon Perplexity, ce modèle vise à soutenir financièrement le journalisme de qualité et à instaurer une relation plus transparente et équitable avec les éditeurs, tout en répondant aux critiques sur l’utilisation non autorisée de contenus journalistiques.
Cette stratégie permet à Perplexity de diversifier ses revenus au-delà des abonnements, tout en espérant créer un modèle économique durable pour l’IA générative et l’écosystème des médias,. L’entreprise ambitionne de conclure des accords avec 30 à 40 médias d’ici la fin de 2025 et présente ce modèle comme une réponse innovante aux défis posés par l’IA dans le secteur de l’information,.
Ce changement de modèle économique est donc à la fois une réponse à la nécessité de monétiser l’IA générative et une tentative de réconcilier innovation technologique et soutien au journalisme,.

## Actualités
Perplexity AI est disponible en application native sur macOS depuis le 15 octobre 2024.
En janvier 2025, Perplexity lance Perplexity Assistant, une application d'assistant virtuel pour les smartphones Android. Cette application vise à remplacer l'Assistant Google et Gemini en offrant des fonctionnalités avancées basées sur l'IA. Perplexity Assistant se distingue par sa capacité à effectuer des tâches complexes en combinant recherche, raisonnement et interactions avec des applications tierces, utilisation de l'environnement via la caméra du téléphone,. 
Le 18 janvier (un jour avant la date de la restriction de TikTok aux Etats-Unis), Perplexity a proposé de fusionner avec TikTok US,. En mars, bien que ByteDance n'ait pas annoncé vouloir vendre TikTok USA, Perplexity réitère sa proposition d'achat de TikTok (pour au moins 50 milliards de dollars) tout en proposant de rendre son algorithme transparent en le publiant en open source, d'héberger ses données aux États-Unis, d'améliorer la personnalisation et la recherche sur la plateforme. Perplexity affirme être mieux placée que les GAFAM (pour éviter un nouveau monopole), alors que d'autres acheteurs possibles sont Microsoft, Oracle, et le Project Liberty de Frank McCourt (homme d'affaires).